# 정치적 사회화
다음은 정치적 사회화(政治的社會化)에 관한 내용이다.

## 개요
보통 정치교육이라 하면 정치에 관한 정보와 지식을 특정의 교육기관 등에 의해서 의도적(意圖的)·의식적으로 가르치는 것이라고 해석되지만 어느 개인이 정치에 관한 사고방식·가치·태도 등을 몸에 익혀가는 과정은 별도로 이러한 정식 전문기관에 의한 계획적·의도적인 활동에만 한할 것이 아니라 그 개인이 어느 사회에 탄생되었을 때부터 그 전 성장과정(成長過程)을 통하여 여러 가지 방법으로 획득된다. 이러한 넓은 의미에서의 학습을 통해서 정치에 관한 지식과 태도를 몸에 익혀두는 것을 '정치적 사회화'라고 최근 부르고 있다. 따라서 소위 정치교육은 정치적 사회화 중에 하나의 경우를 가리키고 있으며 주로 학교나 국가기관이나 매스 미디어 등에 의해서 계획적·조직적으로 일정한 정치적 학습을 획득시키는 것을 말한다.
더욱이 정치적 사회화의 특수한 형태로서는 관료나 정치가라고 하는 특정한 정치적 전문가를 양성하는 것도 포함된다. 이렇게 해서 정치적 사회화를 연구하는 사람에 있어서도 '누가 누구로부터 어떠한 상태로 무엇을 공부하고 그 효과는 어떠한가'라고 하는 공식으로 나타낼 수 있는 여러 가지 점이 고찰의 포인트가 된다. 정치적 사회화는 개인 가운데 정치에 대해 일정하게 정해진 반응의 방법을 내재화(內在化)시키기 때문에 정부로서는 폭력이나 제재(制裁)에 호소하는 것보다는 이러한 사회화에 의존하는 편이 지배하기 보다 원활하고 경제적으로 행하여진다. 그러므로 어느 사회가 정치적으로 불안정하다고 생각되면 생각될수록 의식적으로 정치교육의 필요성이 역설된다. 나치스와 같은 폭력적 독재국가에 있어서도 정치교육은 국가의 방침으로서 계획적·조직적으로 강제되었다. 정치교육은 그것이 바르게 행하여질 때에는 '국민적 합의(내셔널 컨센서스)'를 생산하는 데 보탬이 되나 권력에 의하여 이용되면 일방적인 국가의 사상통제(思想統制)의 수단이 된다.

## 유아기의 정치적 사회화
어느 개인의 정치에 대한 기본적인 태도 내지 방향규정은 이미 학교 이전의 유아기에 행해지는데 그것은 정치적 사회화에 있어서 가정생활 특히 양친의 생각과 행동양식이 중요한 관계를 가지고 있음을 가르치는 것이다. 예를 들면 어른에 대해서 철저하게 복종하도록 가르치는 가정(家庭)과 보다 평등주의적으로 아이에게도 어른에 대해서 의견을 말하는 것을 장려하는 가정과는 정치권력을 대하는 태도와 정치참가의 점에서 상당히 다른 것을 발전시킨다고 하는 것이 실증적으로 조사되고 있다. 또 남아와 여아를 비교했을 경우에 남아의 경우는 신변과 가족관계 등의 범위를 넘어서 정치가나 군인이나 역사상의 인물 등에 흥미를 나타내고 또 전기나 과학에 관심을 나타내는 데 반해서 여아의 경우는 가정소설적인 것에 끌려서 이상(理想)의 인물로는 가까운 데 있는 어머니를 든다. 이러한 의식의 상위는 벌써 취학아동 이전에 형성되나 길어질 때에는 성인남자의 경우가 여자에 비해서 정치에 대한 참가와 관심에 있어서도 낫다는 것을 설명하는 근거가 된다.
미국의 조사로는 상류계급 출신자의 경우가 하류계급 출신자에 비해서 정치적으로 보다 활동적인데 이것도 각기 양친의 활동적 참가와 관심도의 상위의 반영이라고 한다. 또 나라에 따라서도 정치적 사회화의 상위가 보인다. 예를 들면 프랑스는 미국에 비해서 부자(父子) 사이의 정치적 커뮤니케이션이 훨씬 적다고 말한다. 미국 성인의 80%는 그 양친이 어느 정당을 지지하고 있었나를 대답할 수 있었으나 프랑스에서는 30%에 지나지 않았다. 프랑스의 가정에서 확실한 특정정당의 편을 드는 기질을 키울 수가 없다는 것은 프랑스에 있어서의 부동표(浮動票)의 폭과 미국에 비해서 여러 가지 대중적 정치운동의 기복이 심한 것을 설명하는 데 쓰이고 있다. 물론 유아기의 일만이 어른의 행동을 결정한다고는 말할 수 없지만 최근의 여러 가지 연구는 양자의 사이에 극히 밀접한 관계가 있다는 것을 지적하고 있다.

## 같이 보기
- 집단사고
- 여론
- 정치 문화